# Peter Edwards (Chemiker)
Peter Philip Edwards FRSC FRS (* 30. Juni 1949 in Liverpool) ist ein britischer Chemiker.
Edwards studierte an der University of Salford und wurde dort 1974 promoviert. Er arbeitete unter anderem bei Nevill Mott zu Metall-Isolator-Übergängen und glasartigen Festkörpern. Als Postdoktorand ging er von 1975 bis 1979 an die Cornell University und von 1977 bis 1979 an die University of Oxford, um mit John B. Goodenough zur Supraleitung in Übergangsmetalloxiden zu arbeiten. Von 1983 bis 1987 lehrte er Chemie an der Cornell University und leitete eine Gruppe für Festkörper- und Materialforschung. Zwischen 1979 und 1991 war er Dozent an der University of Cambridge. 1991 wechselte er an die University of Birmingham, wo er zunächst einen Lehrstuhl für anorganische Chemie ab 1999 eine Professur für Chemie und Werkstoffe hatte. Seit 2003 ist er Professor (inzwischen emeritiert) für anorganische Chemie und Head of Inorganic Chemistry an der University of Oxford und ein Fellow des St Catherine’s College, Oxford.

## Auszeichnungen
- 1985 Corday-Morgan-Medaille
- 1996 Fellow of the Royal Society
- 1999 Liversidge Award der Royal Society of Chemistry
- 2003 Hughes-Medaille für Physik[2]
- 2007 Ehrendoktorwürde der University of Salford
- 2009 Mitglied der Leopoldina[3]
- 2011 Einstein Professor der Chinesischen Akademie der Wissenschaften
- 2012 Bakerian Lecture[4]
- 2012 Mitglied der American Philosophical Society
- 2013 Mitglied der Academia Europaea
- 2014 Ausländisches Ehrenmitglied der American Academy of Arts and Sciences